# Eishockeymeisterschaft der böhmischen Kronländer
Die Eishockey-Meisterschaft der Länder der böhmischen Krone wurde zwischen 1909 und 1912 ausgespielt. Dreifacher Titelträger war der SK Slavia Prag.

## Geschichte
Diese österreichische Eishockey-Meisterschaft wurde im Gebiet der böhmischen Kronländer ausgespielt. Hierzu gehörten das damalige Königreich Böhmen mit der Hauptstadt Prag sowie die Markgrafschaft Mähren mit Brünn, Österreichisch-Schlesien mit Troppau.

## 1909
Das Turnier um die Meisterschaft mit vier teilnehmenden Mannschaften wurde am 13. und 14. Februar 1909 ausgetragen. Böhmischer Meister wurde der SK Slavia Prag, der sich ohne Niederlage, unter anderem gegen den Zimni Sportklub Prag (Český spolek pro zimní sporty), durchsetzte.

### Teilnehmer
Insgesamt hatten sieben Mannschaften für das Turnier gemeldet.
| Verein                                               |                         |
| ---------------------------------------------------- | ----------------------- |
| Novoměstský SK                                       |                         |
| AFK Union Žižkov (Union Zizkow)                      |                         |
| SK Smichow (Smichow)                                 |                         |
| SK Slavia Prag                                       | SK Slavia Prag II       |
| Zimni Sportklub Prag (Český spolek pro zimní sporty) | Zimni Sportklub Prag II |

### Spiele
Die Meisterschaft wurde mit der Scheibe gespielt.
| Datum           | Spielort | Vereine                                    | Ergebnis       | Bemerkungen                                                                                 |
| --------------- | -------- | ------------------------------------------ | -------------- | ------------------------------------------------------------------------------------------- |
| 13. Januar 1909 | Prag     | SK Slavia Prag II – Novoměstský SK         | –              | 1. Runde Novoměstský SK nicht angetreten                                                    |
| 13. Januar 1909 | Prag     | Zimni Sportklub Prag – SK Smichow          | 3:1 (1:1, 2:0) | 1. Runde Tore:1:0 Bertelmann (7.), 1:1 Jirásek (10.), 2:1 Fučik (30.), 3:1 Bertelmann (35.) |
| 13. Januar 1909 | Prag     | Zimni Sportklub Prag II – AFK Union Žižkov | 1:0 (1:0, 0:0) | 1. Runde                                                                                    |
| 14. Januar 1909 | Prag     | SK Slavia Prag – Zimni Sportklub Prag II   | 7:1 (3:1, 4:0) | 2. Runde                                                                                    |
| 14. Januar 1909 | Prag     | Zimni Sportklub Prag – Slavia II           | 2:1 (0:1, 2:0) | 2. Runde                                                                                    |
| 14. Januar 1909 | Prag     | Slavia II – Zimni Sportklub Prag II        | 2:1 (1:1, 1:0) | Spiel um 3. Platz                                                                           |

Finale
| 14. Februar 1909 | SK Slavia Prag Jaroslav Jarkovský (8.) Jaroslav Jarkovský (12.) Jaroslav Jarkovský (19.) Otakar Vindyš Jaroslav Jarkovský (20.) Jaroslav Jarkovský (24.) Jaroslav Jirkovský (25.) Otakar Vindyš (38.) | 8:1 (5:0, 3:1) Spielbericht | Zimni Sportklub Prag ? (32.) | Prag |

### Mannschaften
| SK Slavia Prag                  | Miloslav Jeník Brunclik – Jan Fleischmann Ctibor Malý Jaroslav Jirkovský – Jaroslav Jarkovský – Otakar Vindyš. |
| Ceský spolek pro zimní sporty I | Morvey Fucik – Lukš Claudy Zverina – Bertelmann – Joruss                                                       |

## 1910
Für das Spieljahr 1909/1910 waren sowohl eine Meisterschaft der böhmischen Kronländer, als auch eine böhmische Meisterschaft geplant. Aufgrund unzureichender Temperaturen konnte während der gesamten Saison in Prag nur ein einziges Freundschaftsspiel zwischen Slavia Prag und Česká sportovní společnost ausgetragen werden. Alle anderen Wettbewerbe wurden abgesagt.

## 1911
Das Meisterschaftsturnier wurde am 14. und 15. Januar 1911 ausgetragen. Es nahmen insgesamt 10 Mannschaften aus dem Großraum Prag teil. Die Meisterschaft wurde im Finalspiel zwischen dem SK Slavia Prag gegen die Česká sportovní společnost (Tschechische Sportgesellschaft) durch einen 3:0-Sieg von Slavia Prag entschieden.

### Spiele
1. Runde
- Studentský Hockeyový Cercle Karlín – Hockeyový kroužek Akademikú Praha VII 3:0 (0:0, 3:0)
- Česká sportovní společnost II – SK Smíchov 3:2 (3:1, 0:1)

2. Runde
- SK Slavia Prag I – SK Slavia Prag II 6:1 (4:0, 2:1)
- Česká sportovní společnost I – AFK Vyšehrad 1907 8:0 (5:0, 3:0)
- Studentský Hockeyový Cercle Karlín – Bruslařský závodní klub 3:2 (0:2, 2:0, 1:0)
- Česká sportovní společnost II – AFK Union Žižkov 13:0 (5:0, 8:0)

Halbfinale
- SK Slavia Prag I – Česká sportovní společnost II 5:0 (2:0, 3:0)
- Česká sportovní společnost I – Studentský Hockeyový Cercle Karlín 7:0 (4:0, 3:0)

Finale
| 15. Januar 1911 | SK Slavia Prag I Jaroslav Jarkovský (2.) Jaroslav Jarkovský (18.) Jaroslav Jirkovský (27.) | 3:0 (2:0, 1:0) | Česká sportovní společnost I | Prag |

### Mannschaften
| SK Slavia Prag             | Jan Hamáček Rudolf Krummer – Jan Fleischmann Otakar Vindyš Jaroslav Jirkovský – Jaroslav Jarkovský – František Buriánek |
| Česká sportovní společnost | Karel Wälzer Kracík – Kodl Svoboda Josef Rublic – Jan Palouš – Karel Hartmann                                           |

## 1912
Das Turnier um die böhmische Meisterschaft wurde am 20. und 21. Januar 1912 ausgespielt. Es nahmen insgesamt 10 Mannschaften teil, davon neun tschechische Teams und die deutschsprachige DEHG Prag. Im Finale setzte sich der SK Slavia Prag gegen Spolek pro zimní sporty (Zimnisport) mit 8:0 durch.

### Spiele
Vorrunde
20. Januar 1912
- SK Slavia Prag II – SK Smíchov – 6:0 (2:0, 4:0)
- Český spolek pro zimní sporty І – Akademická Beseda Žižkov – 2:1 (2:0, 0:1)

Am 21. Januar fanden am Vormittag drei weitere Vorrundenspiele statt. Die Mannschaft des Studentský Hockeyový Cercle Karlin (SHC Karlin ) trat als Český spolek pro zimní sporty II an, in der Zeitung Národní politika wird deren Spiel gegen den SK Slavia Praha II als Freundschaftsspiel angegeben.
- SK Slavia Praha II – Český spolek pro zimní sporty II – 6:0 (3:0, 3:0)
- SK Slavia Praha I – Česká sportovní společnost – 3:0 (3:0, 0:0)

Tore:J. Šroubek, O. Vindyš, J. Palouš.
- DEHG Prag – Český spolek pro zimní sporty I – 0:0 (0:0, 0:0, 0:0)

Die torlose Partie nach Verlängerung wurde per Los entschieden, dadurch erreichte die Mannschaft Český spolek pro zimní sportlich das Halbfinale.
Halbfinale
Am Nachmittag des 21. Januars fanden die Halbfinale statt:
- SK Slavia Praha I – SK Slavia Praha II – 1:1 (1:1, 0:0)

Tore:O. Vindyš – J. Řezniček; Nach dem Ende der regulären Spielzeit zog sich die zweite Mannschaft von Slavia zugunsten der ersten Mannschaft zurück.
- Český spolek pro zimní sporty I – Bruslařský závodní klub 4:1 (3:0, 1:1)

Finale
- SK Slavia Praha I – Český spolek pro zimní sporty I 8:0 (1:0, 7:0)

Tore:J. Jarkovský – 4, J. Jirkovský – 3, O. Vindyš.

### Meistermannschaft
Die erste Mannschaft des SK Slavia Prag bestand (wahrscheinlich) aus dem Team, das beim Coupe de Chamonix 1912 wenige Tage zuvor Böhmen vertreten hatte und beinhaltete damit auch (Gast-)Spieler der  Česká sportovní společnost wie Karel Wälzer und Josef Šroubek.
| SK Slavia Prag | Karel Wälzer Jan Hamáček – Jan Fleischmann Otakar Vindyš Jaroslav Jarkovský – Jaroslav Jirkovský – Josef Šroubek |